# Ganbayar Ganbold
Ganbayar Ganbold (ur. 3 września 2000) – mongolski piłkarz, grający na pozycji pomocnika w słowackim klubie KFC Komárno do którego jest wypożyczony z Puskás Akadémia FC. Reprezentant Mongolii.

## Kariera reprezentacyjna
W reprezentacji Mongolii zadebiutował 25 marca 2021 roku w meczu z Tadżykistanu. Pierwszego gola zdobył 14 czerwca 2022 roku w meczu z Jemenem.